# Oleg Chuzhda
|  | Per a altres significats, vegeu «Oleh Petròvitx Txujda». |

Oleg Chuzhda (en ucraïnès: Олег Чужда) (Canet d'en Berenguer, Camp de Morvedre, 8 de maig de 1985) és un ciclista ucraïnès, encara que ha nascut al País Valencià. És professional des del 2006. El seu principal èxit ha estat la victòria a la Volta a la Comunitat de Madrid. És fill del també ciclista Oleh Petròvitx Txujda.

## Palmarès
- 2005
  - Vencedor d'una etapa a la Volta a Segòvia
- 2008
  - 1r a la Volta a la Comunitat de Madrid
- 2009
  - Vencedor d'una etapa a la Volta a Portugal
- 2010
  - Vencedor d'una etapa a la Volta a Portugal